# Tecnécio sestamibi 99mTc
Título a ser usado para criar uma ligação interna é Tecnécio sestamibi 99mTc.
Tecnécio sestamibi 99mTc é um radiofármaco da família química dos isonitrilos. É utilizado para fazer cintilografia do coração. O radiofármaco avalia pontos de infarto e isquemia. Também é utilizado em cintilografia de paratiroideas e oncológicas. Seu CAS é 109581-73-9 e DCB 08338.